# Komisja Organizacji Administracji Publicznej
Komisja Organizacji Administracji Publicznej – jednostka organizacyjna Prezesa Rady Ministrów istniejąca w latach 1948–1972, powołana w celu organizacji administracji rządowej w  systemie gospodarki planowanej centralnie, która odpowiadała i koordynowała wszelkie zmiany organizacyjne aparatu administracyjnego, z uwzględnieniem możliwości budżetowych kraju.
Bezpośredni nadzór nad Komisją Organizacji Administracji Publicznej sprawował Prezes Rady Ministrów.

## Zadania Komisji
Komisja  zobowiązana była do opracowywania wytycznych organizacji i usprawnienia aparatu administracyjnego państwa oraz koordynowanie wszelkich zmian organizacyjnych w administracji rządowej. 
W szczególności Komisja upoważniona była do:
- występowania do Prezydium Rady Ministrów z wnioskami o wyrażenie zgody na zgłoszone przez ministerstwa projekty zmian istniejącej organizacji administracji,
- występowania do Prezydium Rady Ministrów z wnioskami o wprowadzenie zmian w organizacji i metodach pracy administracji. Komisja zobowiązana była przedstawić Prezydium Rady Ministrów wniosków odnośnie do zgłoszonego projektu w ciągu dni 14 od daty wpływu projektu. Termin ten mógł być przedłużony za zgodą Prezesa Rady Ministrów.

Komisja mogła żądać od władz naczelnych informacji i wyjaśnień dotyczących organizacji i metod pracy aparatu administracyjnego. Mogła przeprowadzać stosowne badania na miejscu przez swoich przedstawicieli i mogła występować do tych władz z inicjatywą wprowadzenia zmian w istniejącej organizacji i metodach pracy. 

## Uprawnienia Komisji
Komisja miała uprawnienia do opiniowania projektów wszelkich zmian istniejącej w organizacji władz, urzędów, instytucji i przedsiębiorstw państwowych, a w szczególności w przypadku utworzenia nowego urzędu centralnego lub jednostki organizacyjnej (stanowiska służbowego) w takim urzędzie na stopniu równorzędnym departamentowi lub wydziałowi w ministerstwie.
Komisja opiniowała projekty statutów organizacyjnych władz centralnych i podległych im jednostek oraz wszelkie zmiany pociągające za sobą zwiększenie liczby jednostek organizacyjnych, utworzenie instytucji lub zakładu bezpośrednio podległego władzy naczelnej, a także utworzenie przedsiębiorstwa na innej podstawie niż dekret z 1947 r. o utworzeniu przedsiębiorstw państwowych.  

## Warunki uzyskania zgody Komisji
Zgoda na projekty przeprowadzania zmian była uzyskiwana, gdy zmiany były przeprowadzana:
- w drodze legislacyjnej (Ustawy, Dekrety, Rozporządzenia), w toku uzgodnienia merytorycznego przed skierowaniem projektu na Komisję Prawniczą,
- w drodze uchwały Rady Ministrów przed skierowaniem projektu na Radę Ministrów,
- w drodze zarządzenia ministra przed ogłoszeniem zarządzenia w "Monitorze Polskim" lub "Dzienniku Urzędowym".

## Skład Komisji
Utworzono Komisje Organizacji Administracji Publicznej przy Prezesie Rady Ministrów w następującym składzie:
- dyrektor Biura Organizacji i Spraw Osobowych Prezydium Rady Ministrów jako delegat Prezesa Rady Ministrów i Przewodniczący Komisji,
- przedstawiciel Ministra Administracji Publicznej w stopniu nie niższym od dyrektora departamentu,
- przedstawiciel Ministra Ziem Odzyskanych w stopniu nie niższym od dyrektora departamentu,
- dyrektor Biura Komitetu Ekonomicznego Rady Ministrów, jako delegat Przewodniczącego Komitetu Ekonomicznego Rady Ministrów,
- dyrektor Departamentu Budżetowego w Ministerstwie Skarbu jako delegat Ministra Skarbu,
- delegat Prezesa Centralnego Urzędu Planowania w stopniu nie niższym od dyrektora departamentu,
- przedstawiciel zainteresowanego w rozpatrywanej sprawie Ministra.

Ponadto w pracach Komisji brał udział:
- przedstawiciel Kancelarii Rady Państwa, delegowany przez Szefa Kancelarii,
- przedstawiciel Dyrektora Biura Kontroli przy Radzie Państwa w stopniu nie niższym od dyrektora Departamentu w charakterze czynnika opiniodawczego.

## Urzędy wyłączone z uchwały
Uchwały nie dotyczyły:
- administracji podległej Kancelarii Cywilnej Prezydenta Rzeczypospolitej,
- kancelaria Rady Państwa,
- Biura Sejmu Rzeczypospolitej  Polskiej,
- Biura Kontroli przy Radzie Państwa,
- Komisji Specjalnej do walki z nadużyciami i szkodnictwem gospodarczym;
- Ministerstwo Obrony Narodowej,
- Ministerstwo Bezpieczeństwa Publicznego.

## Zniesienie Komisji
Na podstawie uchwały Rady Ministrów z 1972 r. w sprawie utraty mocy obowiązującej niektórych uchwał Rady Ministrów, Prezydium Rządu, Komitetu Ekonomicznego Rady Ministrów i Komitetu Ministrów do Spraw Kultury, ogłoszonych w Monitorze Polskim zlikwidowano Komisję Organizacji Administracji Publicznej.